# Tropidophoxinellus hellenicus
Tropidophoxinellus hellenicus es una especie de peces de la familia
Cyprinidae en el orden de los Cypriniformes.

## Morfología
Los machos pueden llegar alcanzar los 9,3 cm de longitud total.

## Alimentación
Come invertebrados y plantas.

## Depredadores
Es depredado por  Rutilus rubilio.

## Hábitat
Es un pez de agua dulce y de clima subtropical.

## Distribución geográfica
Se encuentra en Grecia.